# 北小路資武
北小路 資武（きたこうじ すけたけ、1878年〈明治9年〉5月5日 - 1942年〈昭和17年〉2月28日）は、明治時代から昭和時代にかけての日本の華族（子爵）、殿掌、実業家。

## 生涯

### 燁子との結婚
1878年（明治9年）5月5日、北小路随光の庶子として生まれた。母は鈴木よき。
1894年（明治27年）、父・随光は伯爵柳原前光の妾との間に生まれた女子・燁子を養女に迎え入れた。これは資武の将来の結婚相手としてであった。資武は彼女に強い関心を示し、両親に隠れて迫るなどしたが、これを拒絶されると「妾の子を貰ってやるのだぞ、生意気いうな」と伝えて衝撃を与えたという。二人の関係を心配した周囲が早急な結婚を取り決め、1900年（明治33年）に結婚、翌1901年（明治34年）には長男・功光が生まれた。同年11月には京都に転居するが、新しく入った女中に手を出すなどして、燁子は資武に強い嫌悪感を抱いた。そうした経緯もあり、1906年（明治39年）5月25日、功光を北小路家に残すことを条件に離婚した。
その後、中園瀧子と結婚し、1909年（明治42年）2月19日には次男・資俊を儲けた。

### 華族家の一員
1909年（明治42年）10月16日、京都に在住する華族の総代として、天機伺いのため明治天皇に拝謁した。
1910年（明治43年）12月23日、殿掌となり、年俸240円を下賜された。以降殿掌として京都御所に勤め、1912年（大正元年）12月17日には年俸260円、1914年（大正3年）7月20日には年俸280円、1915年（大正4年）12月27日には年俸300円、1917年（大正6年）6月23日には年俸320円、と20円ずつ昇給しながら下賜された。1918年（大正7年）4月18日、殿掌を依願辞職した。
この間、1915年（大正4年）7月16日には母・久子を、1916年（大正5年）11月22日には父・随光を相次いで失い、1917年（大正6年）1月4日に家督を、同年1月20日には子爵位を継承した。

### 実業家として
1918年以降、次に見るとおり、名誉職としての会社取締役だけでなく、自らも社員になるなど、実業活動に専念した。
1918年（大正7年）4月1日、原輝雄と共に東洋興業株式会社の取締役に就任した。同年8月30日には出版・新聞発行を行う合資会社新報社の創業社員となった。
1919年（大正8年）10月26日、日本堅紙塗料株式会社の設立に伴い取締役に就任した。またこの年には大日本絵画普及会の会長であることが見える。
1920年（大正9年）8月15日、日本特殊織物株式会社の設立に伴い取締役に就任。同月18日、株式会社東都興業銀行の取締役を辞任。
1921年（大正10年）6月25日、泰東産業合名会社を設立し代表社員に就任。9月29日、住宅互助株式会社の設立に伴い取締役に就任。10月27日、第二日本特殊織物株式会社を設立し代表取締役に就任。11月7日、株式会社松野製作所の設立に伴い取締役に就任。11月28日、ポロニウム入硫酸アンモニウムの製造販売等を行うポロニューム株式会社の設立に伴い取締役に就任。
1922年（大正11年）1月31日、日本堅紙塗料株式会社の取締役を辞任。9月15日、ポロンニーム株式会社取締役を辞任。
1923年（大正12年）2月15日、慈光寺恭仲らと共に第一信託株式会社取締役に就任した。3月11日、泰東産業合名会社を退社、同社を改組して泰東産業合資会社とし、翌3月12日、取締役に就任した。10月15日、慈光寺恭仲らと共に取締役を辞任した。
1929年（昭和4年）7月25日、合資会社東京土地建物保全合資会社の設立に伴い社員、11月26日、頭の「合資会社」を取った東京土地建物保全合資会社を新たに設立し、この社員になった。

### 醜聞とその後
1933年（昭和8年）、文久3年（1863年）に沈没した神力丸を引き揚げるために出資すれば300割の配当が受け取れると称して民間から3万円の資金を集めていた神力丸積荷引揚後援会を、西神田署はこれが詐欺として捜査した。この会長をしていた資武も、名前を無断借用されたのみで実行犯ではないという警察の当初の見方と異なり、自ら直接関与して分け前ももらっていたという。この捜査の過程で、小渡源太郎ら数名を使って子爵大給近孝の相続問題をゆすって1万円を脅し取ろうとしたことが発覚し、翌1934年（昭和9年）6月15日、資武は恐喝容疑で検挙された。
1936年（昭和11年）5月1日、明治時代に刊行された『明治孝節録』の復刻予約出版を警察庁に届け出て、翌年これを履行した。
1938年（昭和13年）8月3日、日産土地建物株式会社取締役に就任し、翌年、櫛笥隆督と共に同社取締役を辞任した。
1942年（昭和17年）2月28日、薨去した。

## 栄典

### 位階
- 1898年（明治31年）05月10日、従五位[41]
- 1908年（明治41年）05月20日、正五位[42]
- 1918年（大正07年）09月30日、従四位[43]
- 1925年（大正14年）10月15日、正四位[44]
- 1933年（昭和08年）11月01日、従三位[45]

### 勲章
- 1940年（昭和15年）11月10日、紀元二千六百年祝典記念章[46]

## 系譜
出典が無い限り霞会館編 1996a, pp. 491–492を参照した。
- 父：北小路随光
- 母：北小路久子
- 生母：鈴木よき[2]
- 前妻：北小路燁子（1885 - 1967）
  - 長男：北小路功光（1901 - 1989）
- 後妻：北小路瀧子（1887 - 1946）
  - 次男：北小路資俊（1909 - ）
  - 長女：北小路德子（1911 - ） - 千與太郎夫人、のち離縁
  - 次女：北小路かね子（1915 - 1937）